# Anselm Jappe
Anselm Jappe, né le 3 mai 1962 à Bonn (Allemagne de l'Ouest), enseigne la philosophie en Italie. Il est un théoricien de la « nouvelle critique de la valeur » et spécialiste de la pensée de Guy Debord.

## Biographie
Né en 1962 à Bonn, Anselm Jappe a grandi à Cologne et dans le Périgord. Il a fait ses études à Rome et à Paris à l'École des hautes études en sciences sociales où il obtient un doctorat de philosophie. Il a eu comme directeur d'études Mario Perniola et Nicolas Tertullian. Il enseigne actuellement l'esthétique à l'Accademia di Belle Arti de Rome. Ancien membre du groupe Krisis (Nuremberg), il a publié de nombreux articles dans divers revues et journaux dont Iride (Florence), Il manifesto (Rome), L'indice (Milan), Mania (Barcelone), Lignes (Paris), Illusio (Caen), Jaggernaut (Albi) dont il est membre du comité de rédaction et publie dans la revue allemande Exit !. Une partie de sa bibliographie allemande est désormais hébergée sur le site du Gruppe für Wertkritik und Krisentheorie.
Il est l'auteur d'un important essai sur Guy Debord, remarqué à la fois par le principal intéressé et par la critique. Le Magazine littéraire notait ainsi que « de tous les ouvrages parus sur les idées de Guy Debord, celui d'Anselm Jappe (qui vient d'être réédité) est à ce jour le plus intéressant ». Il y démontre que la théorie du spectacle est influencée directement par la critique de la valeur et du fétichisme de la marchandise, et y analyse l'ensemble des influences qui se sont exercées sur la pensée de Debord, et les dépassements de celle-ci au regard des auteurs actuels de la « critique de la valeur ». 
Familier des auteurs de l'École de Francfort, il tente dans ses écrits de renouveler la théorie critique par une nouvelle lecture de l'œuvre de Karl Marx, au sein du courant de la « Nouvelle critique de la valeur » (la « Wertkritik » en Allemagne) dont le principal théoricien est Robert Kurz. Cette critique est élaborée depuis 1986-1987 dans les revues allemandes Krisis et Exit !. Par certains endroits, la critique de la valeur converge parfois avec certains aspects des œuvres de Jean-Marie Vincent en France et Moishe Postone aux États-Unis. Anselm Jappe a présenté la critique de la valeur au public français, surtout en s'inspirant de l'œuvre de Robert Kurz, dans Les Aventures de la marchandise. Pour une nouvelle critique de la valeur en 2003.
En 2017, il publie La société autophage qui donne suite aux Aventures de la marchandise. En 2020, paraît Béton, arme de construction massive du capitalisme aux Editions l'échappée. Il effectue notamment une présentation de cet ouvrage en 2021 à Rennes, dans le cadre d'une occupation de l'agence immobilière Giboire, organisée par des militants locaux dans le but de dénoncer la bétonisation et la gentrification de la ville. En 2021, il publie un recueil d'essais, Sous le Soleil noir du capital. Chroniques d'une ère de ténèbres.

## Publications en français

### Livres
- Guy Debord, Edizioni Tracce, 1992, Pescara ; Éditions Via Valeriano, 1995, Marseille ; Éditions Via Valeriano-Sulliver, 1998, Berkeley:University of Californa Press 1999; Arles ; Éditions Denoël, 2001.
- La critique du fétichisme de la marchandise chez Marx et ses développements chez Adorno et Lukacs (thèse de doctorat)
- Les Aventures de la marchandise, pour une nouvelle critique de la valeur, Éditions Denoël, 2003, rééd. La Découverte, 2017.
- L'avant-garde inacceptable - réflexions sur Guy Debord, Éditions lignes-Léo Sheer, 2004. Cet ouvrage reprend la traduction de deux articles publiés dans la revue Krisis, " Politique du spectacle, spectacle de la politique " et " Les situationnistes sont-ils la dernière avant-garde ? ", ainsi qu'un dernier texte inédit, " Guy Debord, un auteur comme les autres ? ".
- Crédit à mort : la décomposition du capitalisme et ses critiques, Éditions Lignes, janvier 2011, 256 p.
- La société autophage : Capitalisme, démesure et autodestruction, Paris, La Découverte, 2017, 248 p. (ISBN 978-2-7071-9539-5, BNF 45368556)
- Béton, arme de construction massive du capitalisme, Paris, Éditions L'échappée, 2020.
- Sous le soleil noir du capital. Chroniques d'une ère de ténèbres, Albi, Éditions Crise & Critique, 2021  (ISBN 9782490831166)[6].
- Un complot permanent contre le monde entier - essais sur Guy Debord, Éditions L'Échappée, 2023.
- Écologie ou économie, il faut choisir, L'Échappée, 2025.

### Livres écrits en collaboration
- Les Habits neufs de l'empire : remarques sur Negri, Hardt et Rufin (avec Robert Kurz), Éditions Lignes, 2003.
- Après l'économie de marché, une controverse (avec Bernard Friot), 2014, Lyon, Atelier de création libertaire
- Pour en finir avec l'économie. Décroissance et critique de la valeur (avec Serge Latouche), Libre et Solidaire, 2015.
- De virus illustribus : Crise du Coronavirus et épuisement structurel du capitalisme  (avec Clément Homs, Sandrine Aumercier, Gabriel Zacarias), Éditions crise & critique, 2020.

Préfaces
- Alfred Sohn-Rethel, La Pensée-marchandise, préface d'Anselm Jappe, Éditions du Croquant, 2010.
- William Morris, La Civilisation et le travail, préface d'Anselm Jappe, Éditions Le passager clandestin, 2014.
- Robert Kurz, Impérialisme d'exclusion et état d'exception, préface d'Anselm Jappe, Éditions Divergences, 2018.
- Robert Kurz, La Substance du capital, Paris, L'Echappée, 2019.
- Robert Kurz, L'effondrement de la modernisation : De l'écroulement du socialisme de caserne à la crise de l'économie mondiale, Éditions crise & critique, 2021.

Correspondances
- Lettres de Guy Debord à Anselm Jappe, dans Guy Debord, Correspondance, janvier 1988-novembre 1994, Fayard, 2008. Lettres à propos du livre de Jappe, Guy Debord (1993). Dernière réédition, voir Guy Debord. Essai, Denoël, 2001 (édition revue et corrigée).
- Anselm Jappe a également dialogué et échangé des idées avec Jaime Semprun, animateur de l'Encyclopédie des Nuisances, auquel il a dédié en 2011 son livre Crédit à mort, dialogue que l'on retrouve en annexe de Catastrophisme, administration du désastre et soumission durable.
- Correspondance avec Jean-Marc Mandosio in D'or et de sable (Chap. « Fantôme, es-tu là? », p. 71-83), Éditions de l'Encyclopédie des Nuisances, 2008, 309 p.

Postface
- Jean-Marc Royer, Le monde comme projet Manhattan : Des laboratoires du nucléaire à la guerre généralisée au vivant, Éditions Le passager clandestin, 2017.
- Agustín García Calvo, Apophtegmes sur le marxisme, édition préparée par Luis Andrés Bredlow & Manuel Martinez, Albi, Crise & Critique, 2022.
- Luis Andrés Bredlow, Essais d'hérésie, Albi, Crise & Critique, 2024.

Autres
- La véritable tragédie de Panaït Istrati, texte présenté par Anselm Jappe, édition établie par Maria Teresa Ricci et Anselm Jappe, Éditions Lignes, 2013.

### Articles
- « We Gotta Get Out Of This Place ! (On doit se barrer d'ici !) », entretien d'Anselm Jappe avec Alastair Hemmens, Field Notes, septembre 2015.
- « Narcissisme et fétichisme de la marchandise. Quelques remarques à partir de Descartes, Kant et Marx », in revue Rue Descartes, no 85-86, 2015.
- « La fin du capitalisme ne sera pas une fin pacifique », entretien d'Anselm Jappe avec Marc Losoncz (Institut de philosophie et de théorie sociale de Belgrade), 2015.
- « Un concept difficile. Le fétichisme chez Marx », dans Jaggernaut, n°1, Albi, Crise & Critique, 2019.
- « Jean-Marie Vincent, précurseur de la critique de la valeur », dans Jaggernaut, n°2, Albi, Crise & Critique, 2020.
- « Le béton appauvrit le monde en le rendant uniforme et monotone », entretien d'Anselm Jappe avec Youness Bousenna, dans Marianne, janvier 2021.
- « L'histoire est-elle toujours matérialiste ? », dans Jaggernaut, n°4, Albi, Crise & Critique, 2022.
- « A propos de Terre et liberté d'Aurélien Berlan », 2022.